# Saint-Seurin-de-Cadourne
Saint-Seurin-de-Cadourne est une commune du Sud-Ouest de la France, située dans le département de la Gironde (région Nouvelle-Aquitaine).

## Géographie

### Localisation
La commune est située sur la rive gauche de l'estuaire de la Gironde dans le Médoc, sur l'aire de production de l'appellation haut-médoc.

### Communes limitrophes
La commune de Saint-Ciers-sur-Gironde est sur la rive droite de l'estuaire de la Gironde.
| Ordonnac                | Saint-Yzans-de-Médoc     |                         |
| Saint-Germain-d'Esteuil | Saint-Seurin-de-Cadourne | Saint-Ciers-sur-Gironde |
| Vertheuil               | Saint-Estèphe            |                         |

### Climat
Pour des articles plus généraux, voir Climat de la Nouvelle-Aquitaine et Climat de la Gironde.
Historiquement, la commune est exposée à un climat océanique aquitain.  
En 2020, Météo-France publie une typologie des climats de la France métropolitaine dans laquelle la commune est exposée à un climat océanique et est dans la région climatique  Littoral charentais et aquitain, caractérisée par une pluviométrie élevée en automne et en hiver, un bon ensoleillement, des hiver doux (6,5 °C), soumis à la brise de mer.
Pour la période 1971-2000, la température annuelle moyenne est de 13,4 °C, avec une amplitude thermique annuelle de 14,4 °C. Le cumul annuel moyen de précipitations est de 865 mm, avec 12,4 jours de précipitations en janvier et 6,3 jours en juillet. Pour la période 1991-2020, la température moyenne annuelle observée sur la station météorologique la plus proche, située sur la commune de Pauillac à 10 km à vol d'oiseau, est de 14,0 °C et le cumul annuel moyen de précipitations est de 857,0 mm,. Pour l'avenir, les paramètres climatiques de la commune estimés pour 2050 selon différents scénarios d’émission de gaz à effet de serre sont consultables sur un site dédié publié par Météo-France en novembre 2022.

## Urbanisme

### Typologie
Au 1er janvier 2024, Saint-Seurin-de-Cadourne est catégorisée commune rurale à habitat dispersé, selon la nouvelle grille communale de densité à sept niveaux définie par l'Insee en 2022.
Elle est située hors unité urbaine et hors attraction des villes,.
La commune, bordée par l'estuaire de la Gironde, est également une commune littorale au sens de la loi du 3 janvier 1986, dite loi littoral. Des dispositions spécifiques d’urbanisme s’y appliquent dès lors afin de préserver les espaces naturels, les sites, les paysages et l’équilibre écologique du littoral, tel le principe d'inconstructibilité, en dehors des espaces urbanisés, sur la bande littorale des 100 mètres, ou plus si le plan local d’urbanisme le prévoit.

### Occupation des sols

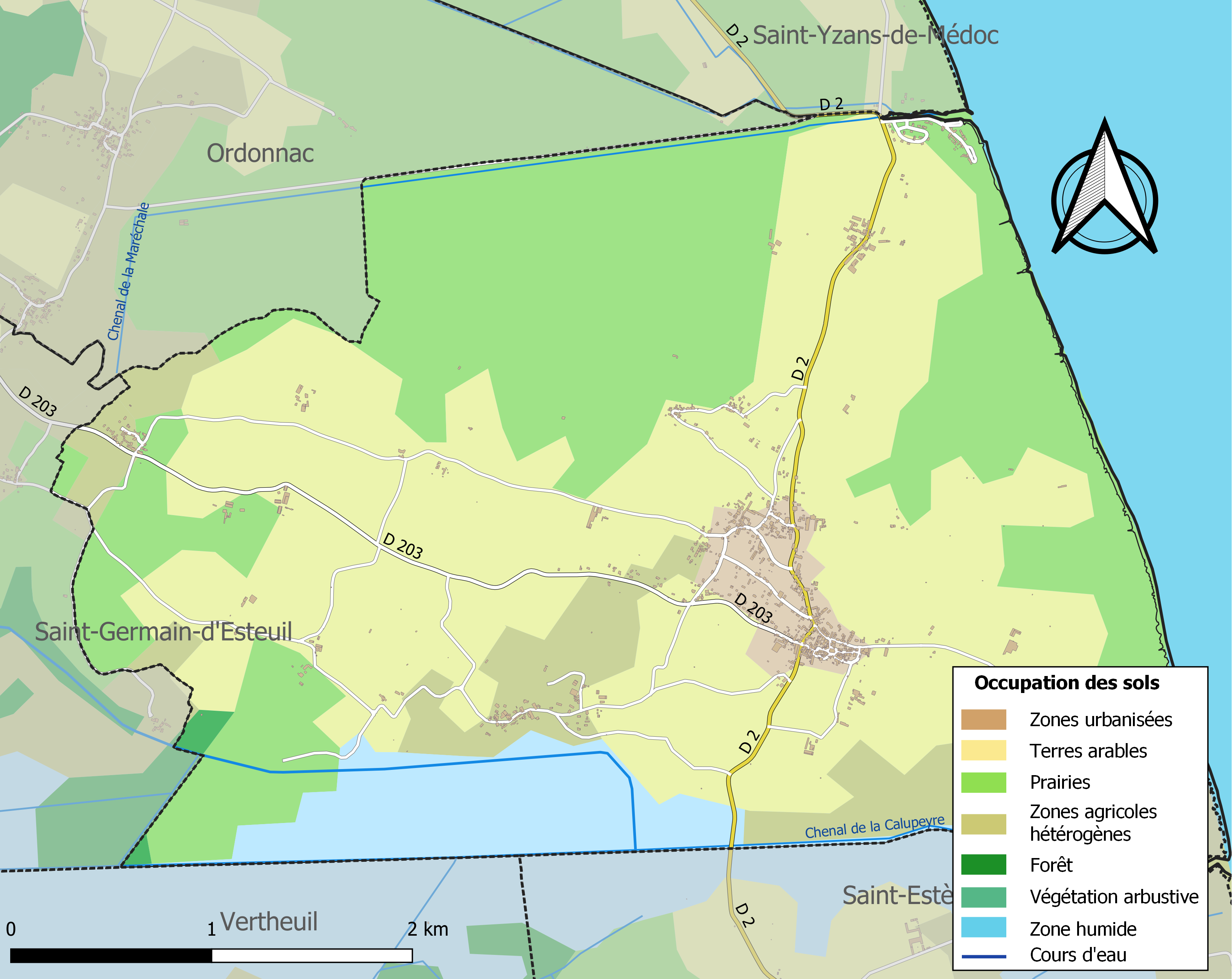
Carte des infrastructures et de l'occupation des sols de la commune en 2018 (CLC).

L'occupation des sols de la commune, telle qu'elle ressort de la base de données européenne d’occupation biophysique des sols Corine Land Cover (CLC), est marquée par l'importance des territoires agricoles (62,5 % en 2018), en diminution par rapport à 1990 (67,6 %). La répartition détaillée en 2018 est la suivante : 
cultures permanentes (33,5 %), eaux maritimes (30,7 %), prairies (23,4 %), zones agricoles hétérogènes (5,6 %), zones humides intérieures (4,7 %), zones urbanisées (1,9 %), forêts (0,2 %). L'évolution de l’occupation des sols de la commune et de ses infrastructures peut être observée sur les différentes représentations cartographiques du territoire : la carte de Cassini (XVIIIe siècle), la carte d'état-major (1820-1866) et les cartes ou photos aériennes de l'IGN pour la période actuelle (1950 à aujourd'hui).

### Risques majeurs
Le territoire de la commune de Saint-Seurin-de-Cadourne est vulnérable à différents aléas naturels : météorologiques (tempête, orage, neige, grand froid, canicule ou sécheresse), inondations, mouvements de terrains et séisme (sismicité très faible). Il est également exposé à un risque technologique, le risque nucléaire. Un site publié par le BRGM permet d'évaluer simplement et rapidement les risques d'un bien localisé soit par son adresse soit par le numéro de sa parcelle.

#### Risques naturels
Certaines parties du territoire communal sont susceptibles d’être affectées par le risque d’inondation par débordement de cours d'eau. La commune a été reconnue en état de catastrophe naturelle au titre des dommages causés par les inondations et coulées de boue survenues en 1982, 1988, 1999 et 2009,.
Les mouvements de terrains susceptibles de se produire sur la commune sont des affaissements et effondrements liés aux cavités souterraines (hors mines) et des tassements différentiels. Par ailleurs, afin de mieux appréhender le risque d’affaissement de terrain, un inventaire national permet de localiser les éventuelles cavités souterraines sur la commune.

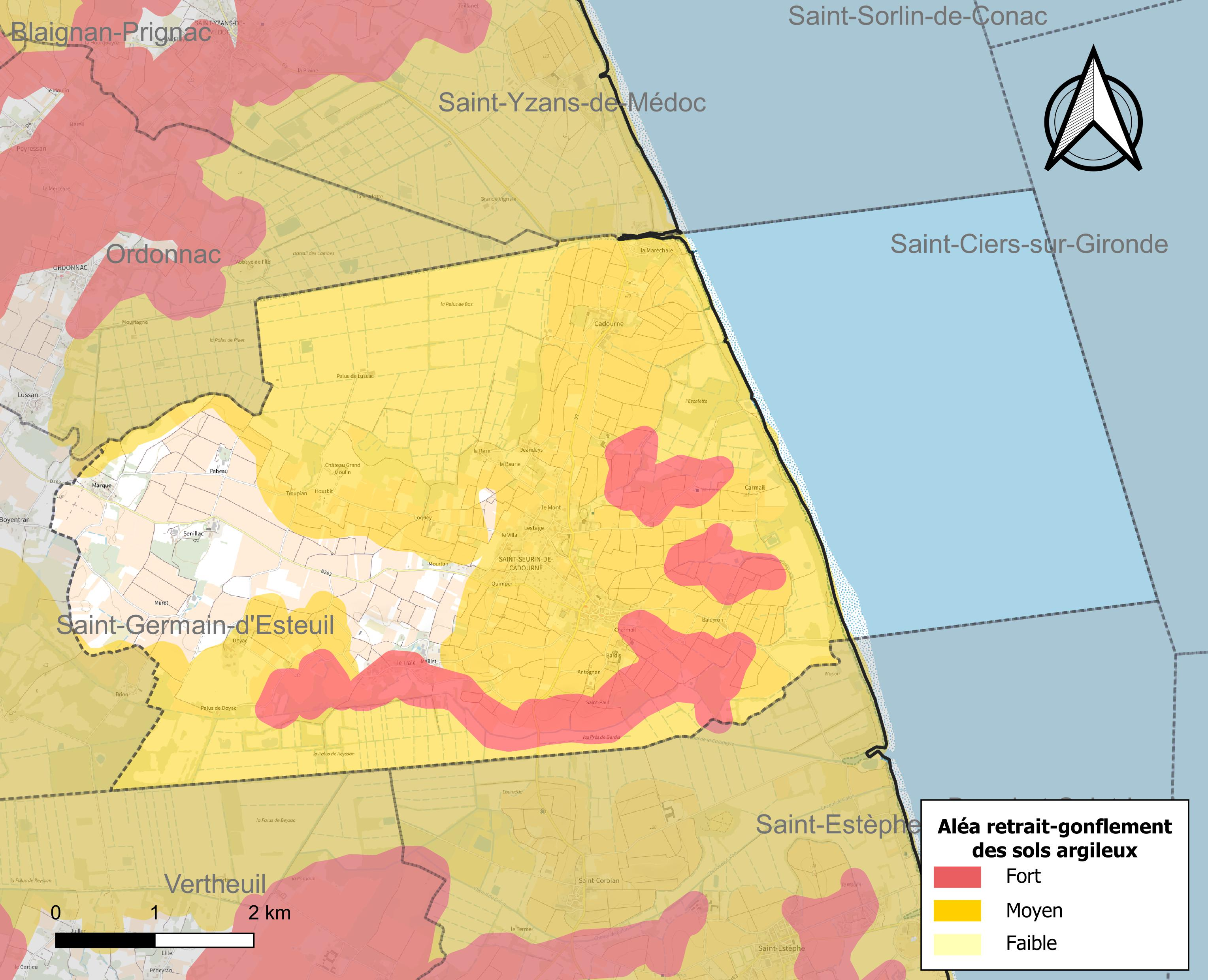
Carte des zones d'aléa retrait-gonflement des sols argileux de Saint-Seurin-de-Cadourne.

Le retrait-gonflement des sols argileux est susceptible d'engendrer des dommages importants aux bâtiments en cas d’alternance de périodes de sécheresse et de pluie. 57,2 % de la superficie communale est en aléa moyen ou fort (67,4 % au niveau départemental et 48,5 % au niveau national). Sur les 429 bâtiments dénombrés sur la commune en 2019, 386 sont en aléa moyen ou fort, soit 90 %, à comparer aux 84 % au niveau départemental et 54 % au niveau national. Une cartographie de l'exposition du territoire national au retrait gonflement des sols argileux est disponible sur le site du BRGM,.
Concernant les mouvements de terrains, la commune a été reconnue en état de catastrophe naturelle au titre des dommages causés par la sécheresse en 1989 et 1990 et par des mouvements de terrain en 1999.

#### Risques technologiques
La commune étant située totalement dans le périmètre du plan particulier d'intervention (PPI) de 20 km autour de la centrale nucléaire du Blayais, elle est exposée au risque nucléaire. En cas d'accident nucléaire, une alerte est donnée par différents médias (sirène, sms, radio, véhicules). Dès l'alerte, les personnes habitant dans le périmètre de 2 km se mettent à l'abri. Les personnes habitant dans le périmètre de 20 km peuvent être amenées, sur ordre du préfet, à évacuer et ingérer des comprimés d’iode stable,,.

## Histoire

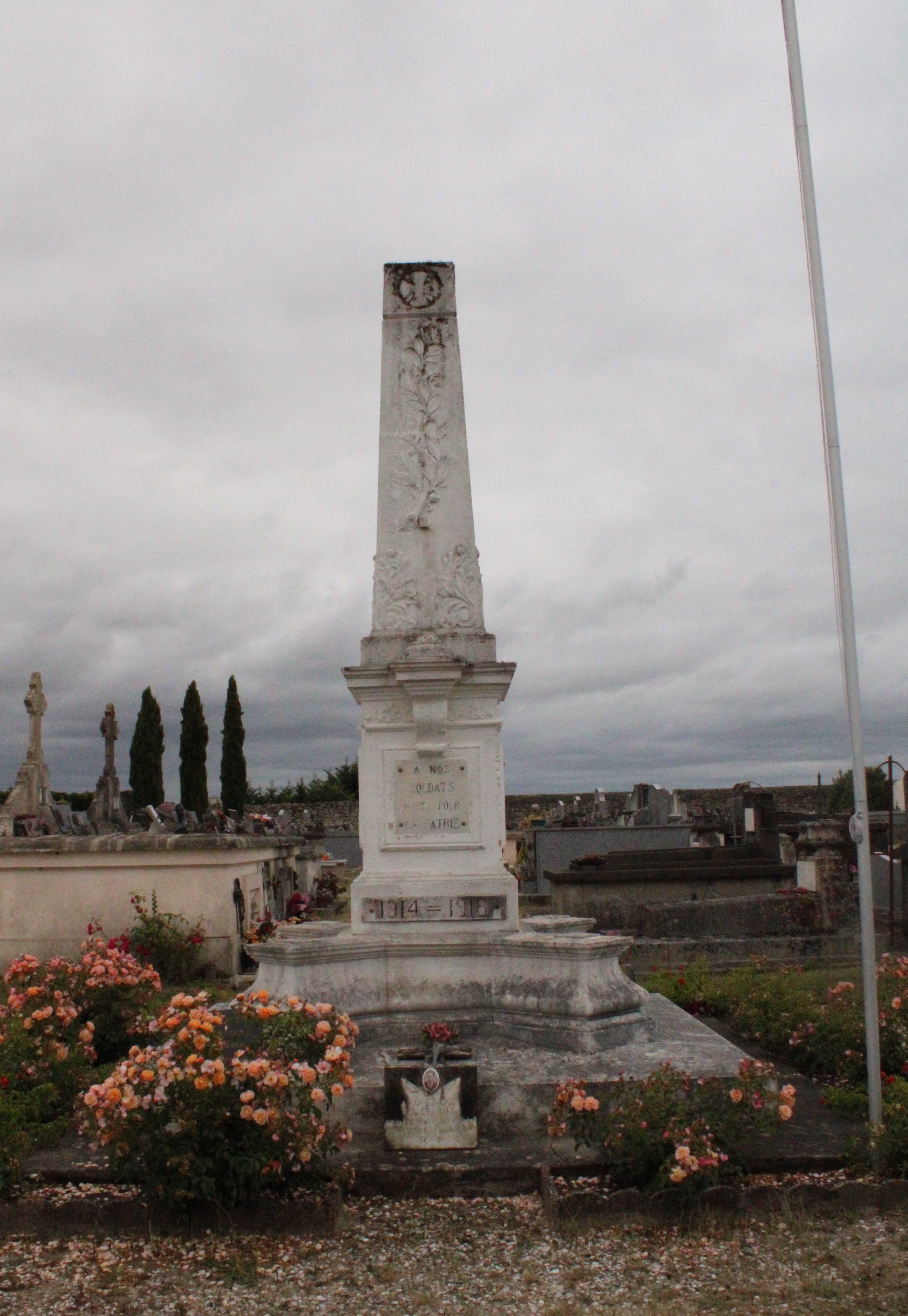
Le monument aux morts du cimetière.

Habitée dès l'âge de pierre comme le prouvent de nombreuses trouvailles archéologiques, le village de Saint-Seurin-de-Cadourne était une étape des pèlerins de Saint-Jacques-de-Compostelle.

## Politique et administration
| Période                                  | Période            | Identité          | Étiquette | Qualité  |
| ---------------------------------------- | ------------------ | ----------------- | --------- | -------- |
| juin 1995                                | mars 2001          | Raymond Pierre    | PCF       |          |
| mars 2001                                | avril 2024 (décès) | Gérard Roi        | UMP-LR    | Retraité |
| juin 2024                                | En cours           | Frédéric Larroque |           |          |
| Les données manquantes sont à compléter. |                    |                   |           |          |

## Démographie

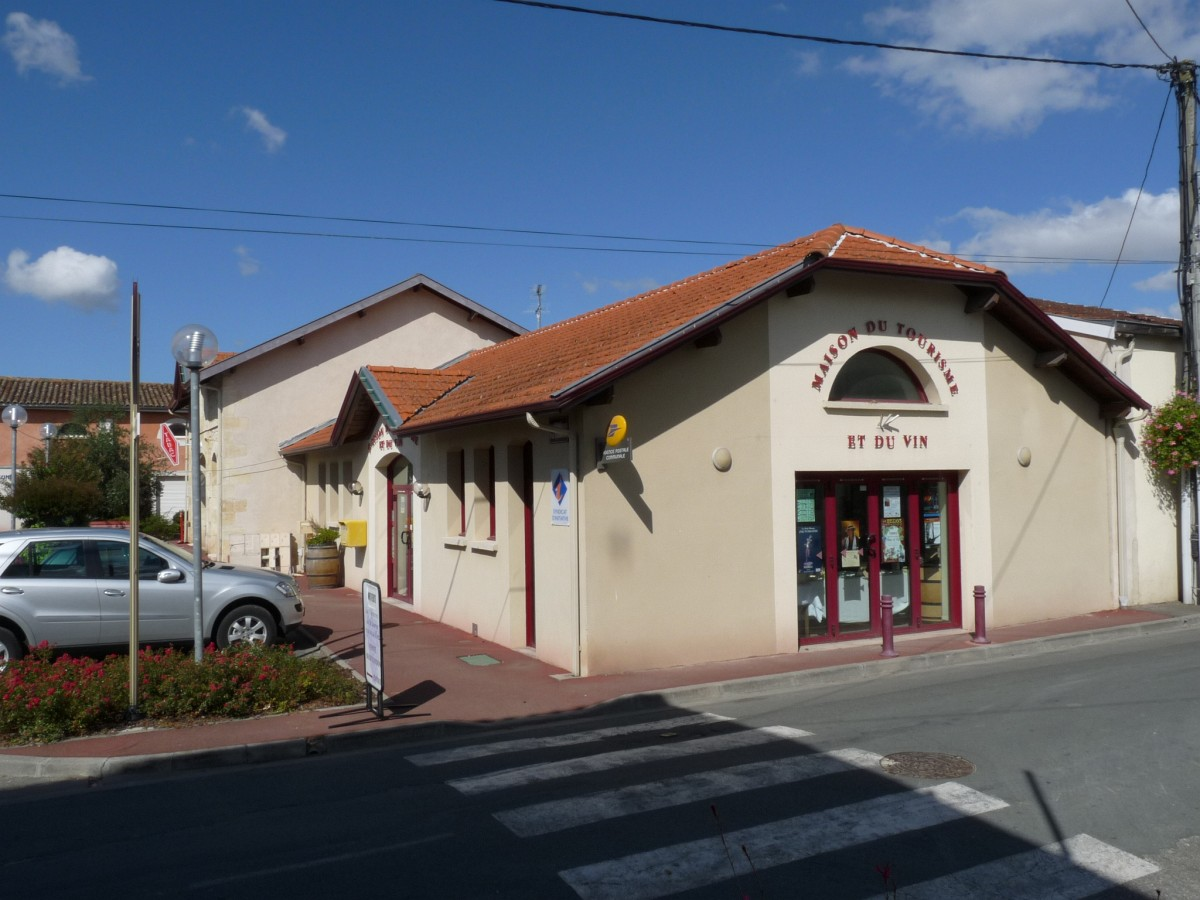
L'office du tourisme

L'évolution du nombre d'habitants est connue à travers les recensements de la population effectués dans la commune depuis 1793. Pour les communes de moins de 10 000 habitants, une enquête de recensement portant sur toute la population est réalisée tous les cinq ans, les populations de référence des années intermédiaires étant quant à elles estimées par interpolation ou extrapolation. Pour la commune, le premier recensement exhaustif entrant dans le cadre du nouveau dispositif a été réalisé en 2008.

En 2022, la commune comptait 701 habitants, en évolution de −1,68 % par rapport à 2016 (Gironde : +6,91 %, France hors Mayotte : +2,11 %).
| 1793  | 1800  | 1806  | 1821  | 1831  | 1836  | 1841  | 1846  | 1851  |
| ----- | ----- | ----- | ----- | ----- | ----- | ----- | ----- | ----- |
| 1 274 | 1 195 | 1 102 | 1 087 | 1 090 | 1 101 | 1 104 | 1 135 | 1 141 |

| 1856  | 1861  | 1866  | 1872  | 1876  | 1881  | 1886  | 1891  | 1896  |
| ----- | ----- | ----- | ----- | ----- | ----- | ----- | ----- | ----- |
| 1 145 | 1 213 | 1 219 | 1 240 | 1 331 | 1 334 | 1 230 | 1 264 | 1 215 |

| 1901  | 1906  | 1911  | 1921 | 1926 | 1931 | 1936 | 1946 | 1954 |
| ----- | ----- | ----- | ---- | ---- | ---- | ---- | ---- | ---- |
| 1 219 | 1 203 | 1 137 | 925  | 884  | 758  | 665  | 728  | 726  |

| 1962 | 1968 | 1975 | 1982 | 1990 | 1999 | 2006 | 2008 | 2013 |
| ---- | ---- | ---- | ---- | ---- | ---- | ---- | ---- | ---- |
| 660  | 634  | 710  | 753  | 799  | 767  | 718  | 706  | 711  |

| 2018 | 2022 | - | - | - | - | - | - | - |
| ---- | ---- | - | - | - | - | - | - | - |
| 708  | 701  | - | - | - | - | - | - | - |

## Économie

### Agriculture

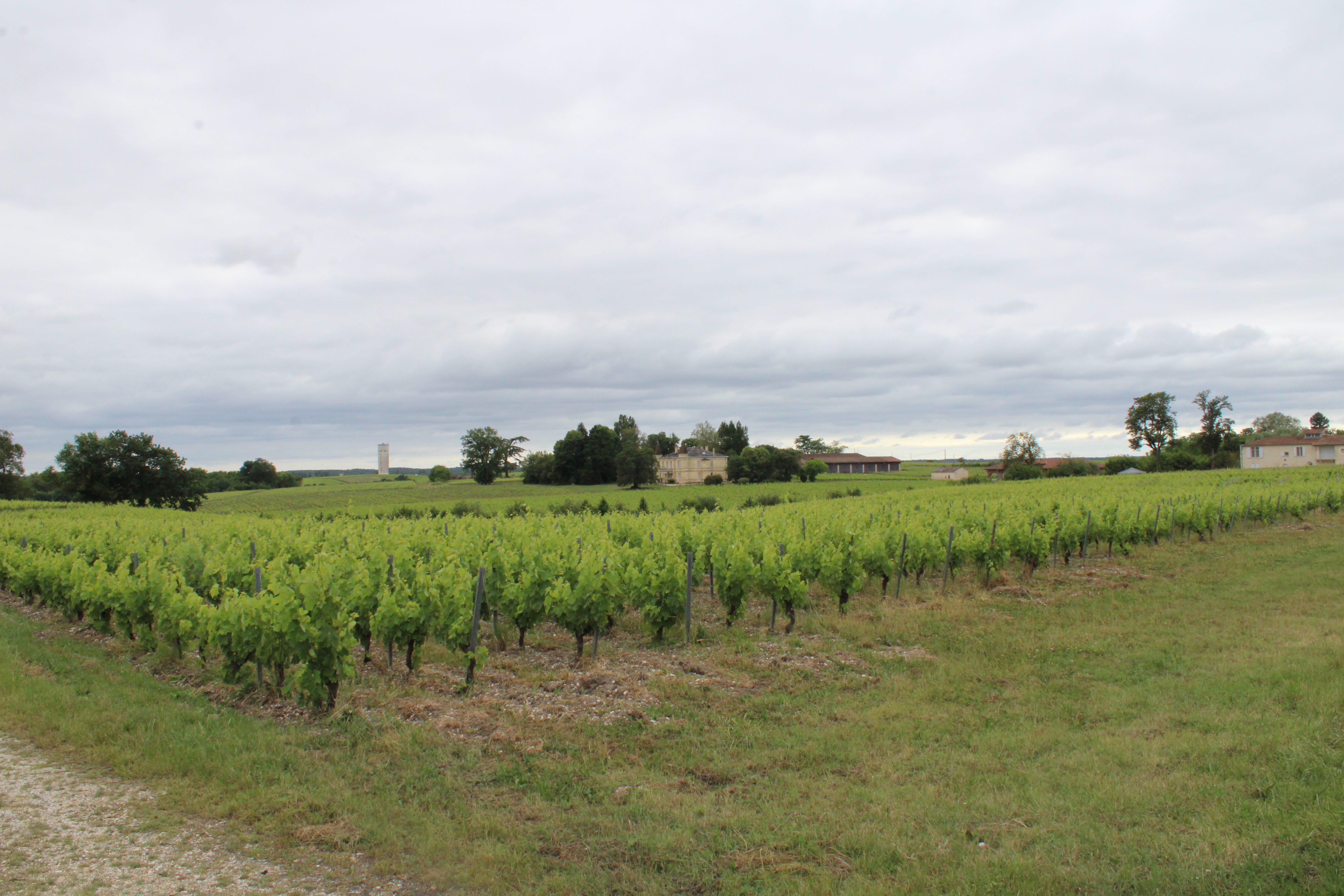
Vue sur le vignoble.

Commune viticole, aire de production de l'appellation haut-médoc.

## Lieux et monuments

### Patrimoine religieux

#### Ancienne église
Avant 1793, Il y avait une église principale dans notre paroisse, située à Cadourne, Saint-Martin-de-Cadourne et une chapelle à Saint-Seurin, à l’usage des pèlerins de Saint-Jacques.
C’est en 1830 que Saint-Martin-de-Cadourne fut démolie.
La cloche fut transportée au bourg, l’autel est devenu l’autel principal actuel. La statue de la Vierge Marie, ainsi que celle de saint Joseph (en bois doré) seraient originaires de Saint-Martin-de-Cadourne.

#### Nouvelle église:ÉgliseSaint-Seurinde Saint-Seurin-de-Cadourne
Ainsi l'église actuelle fut d’abord une simple chapelle ayant une nef de 70 à 75 pieds de longueur et 16 à 17 pieds de largeur. Sans pouvoir fixer de date, plus tard, on construisit, pour l’agrandir, une nef au bas-côté midi et enfin une autre nef au bas-côté nord vers 1770.

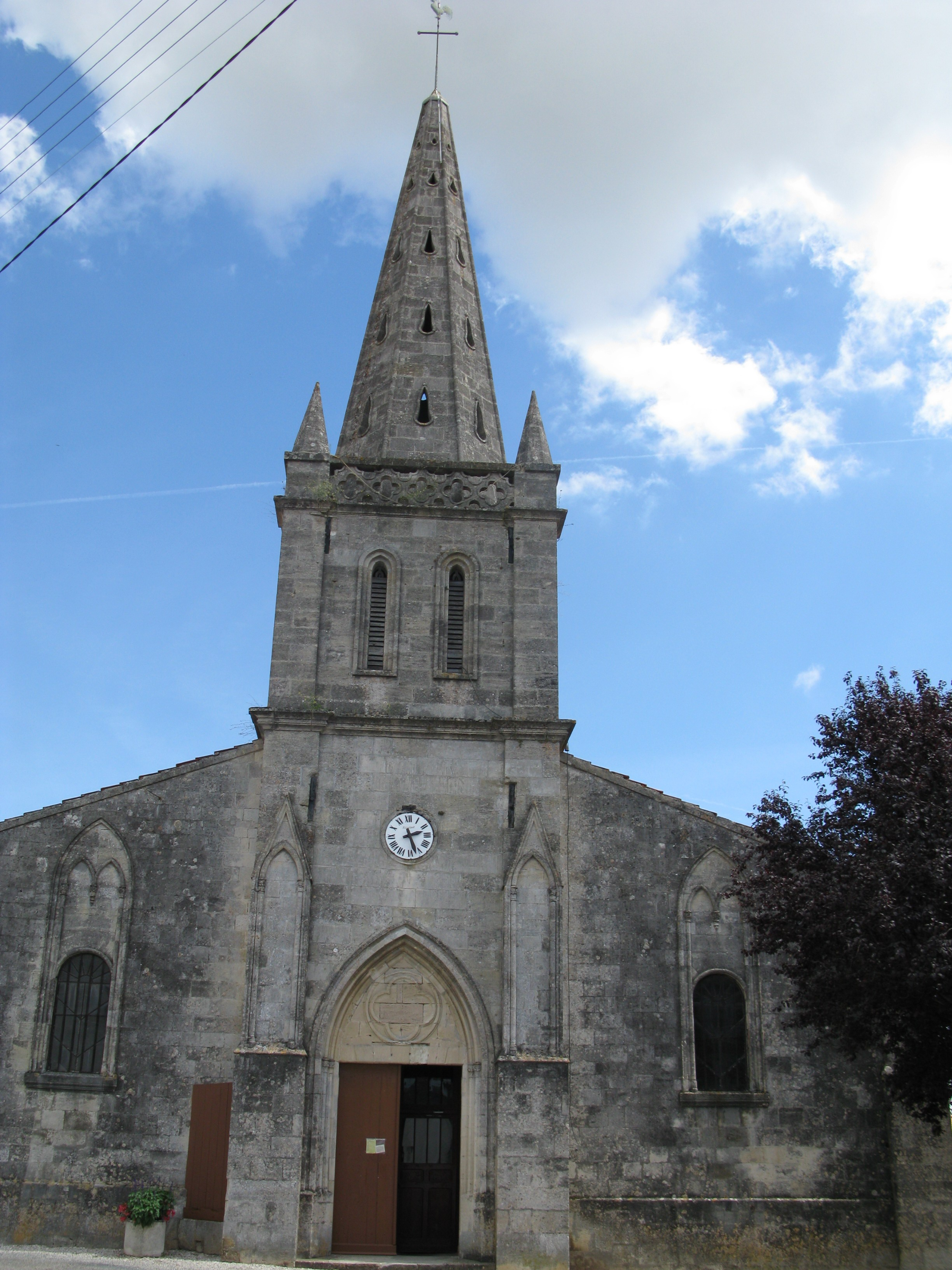
Vue de la façade.
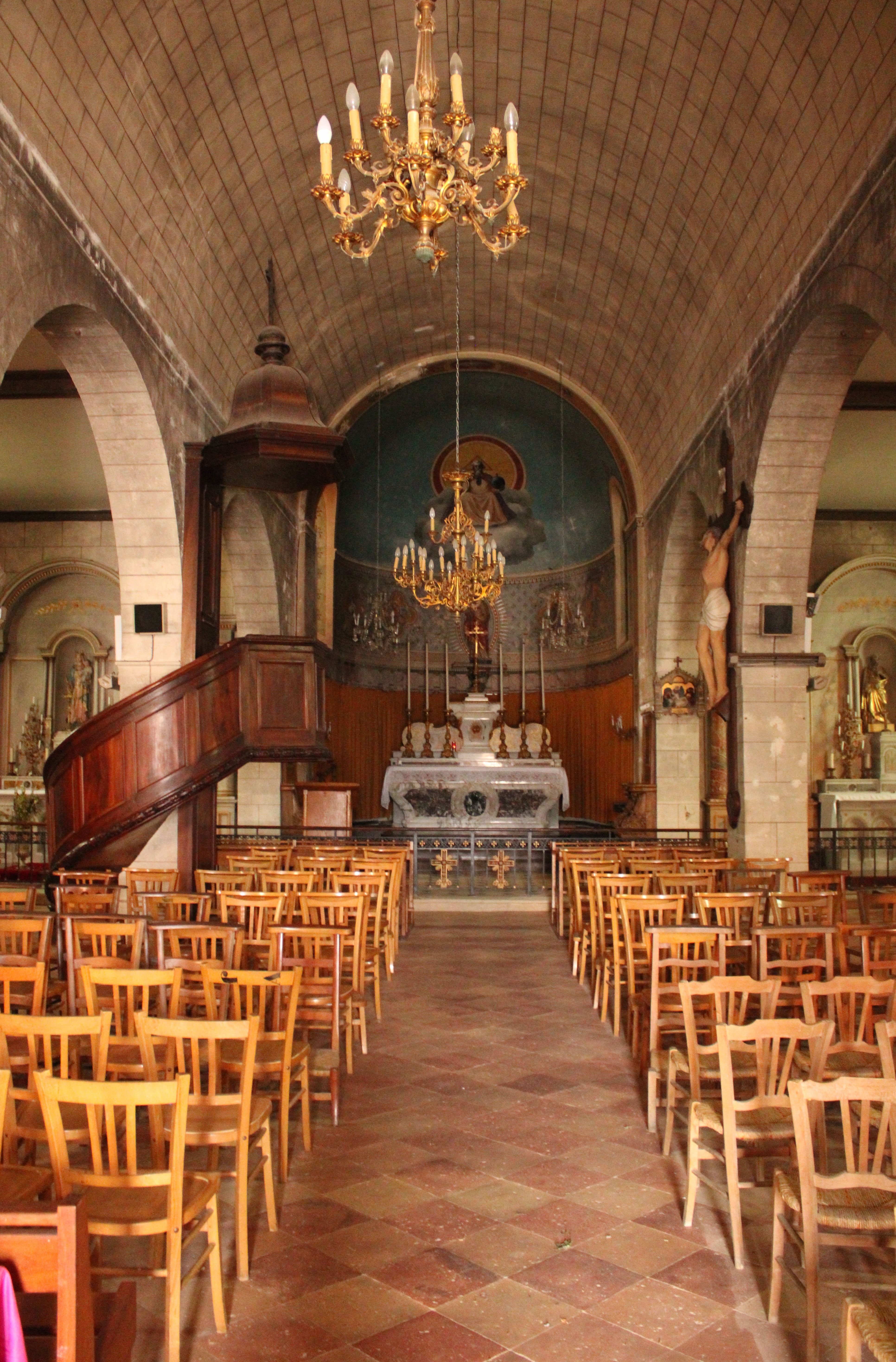
La nef.
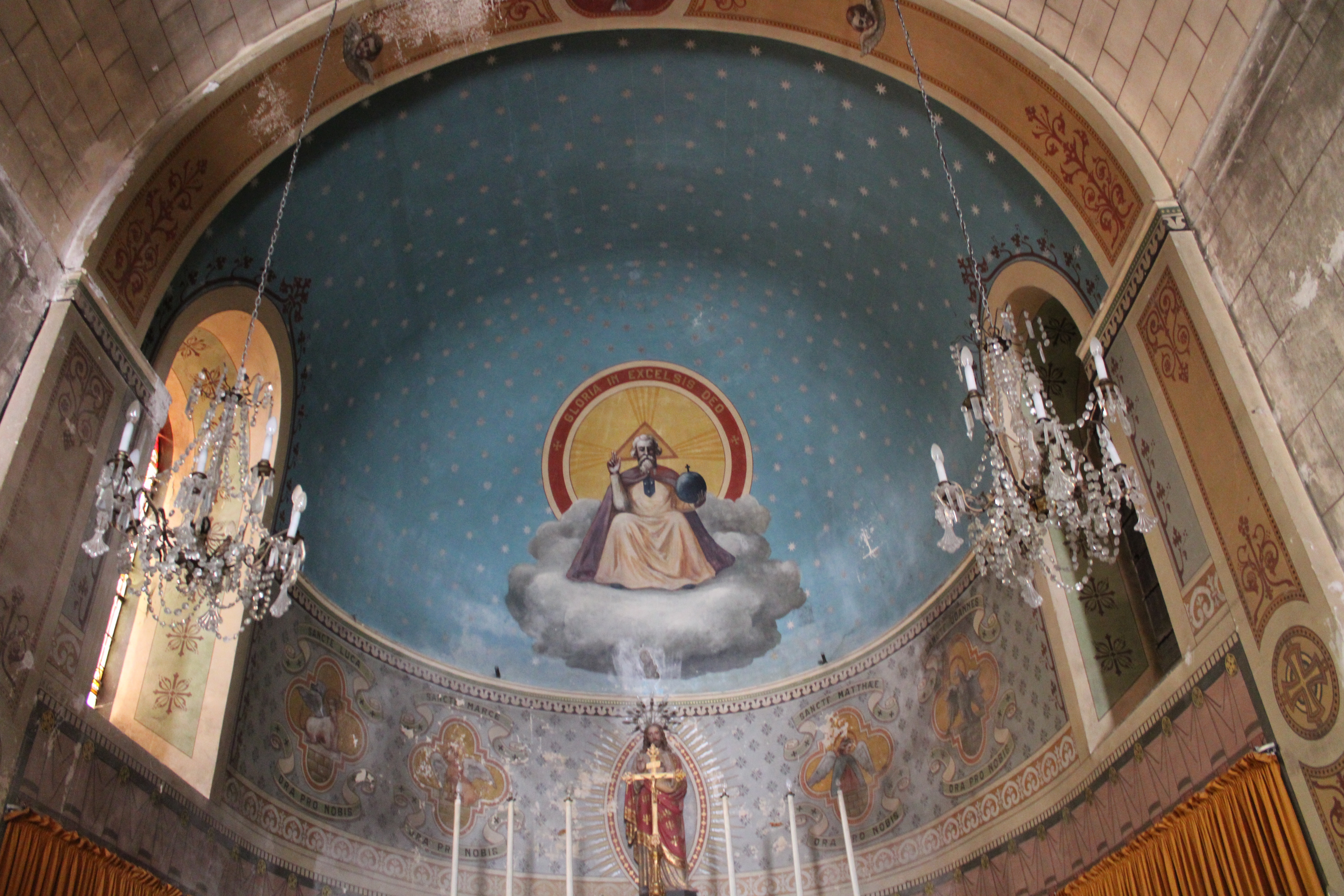
Peintures du plafond du chœur.
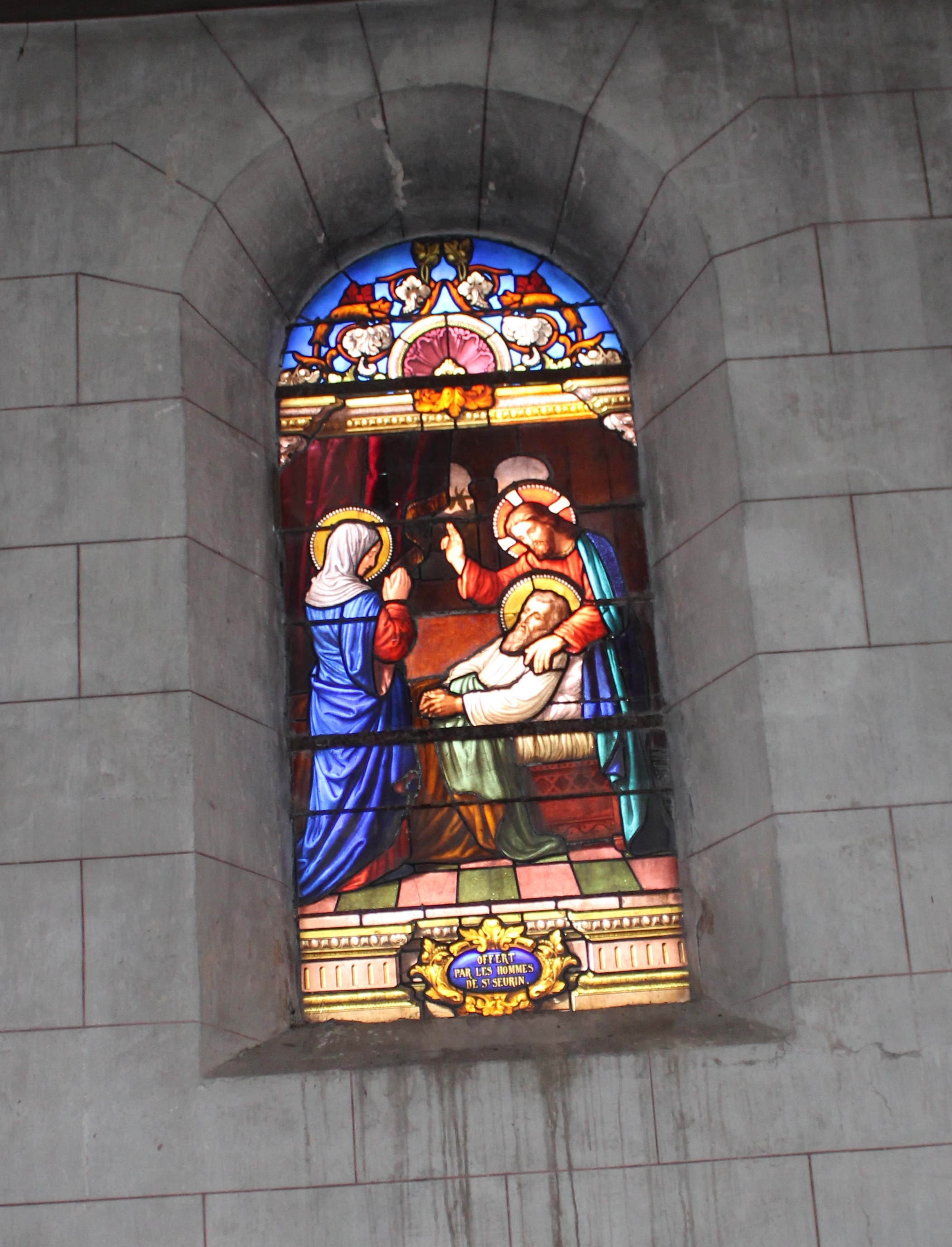
un vitrail.
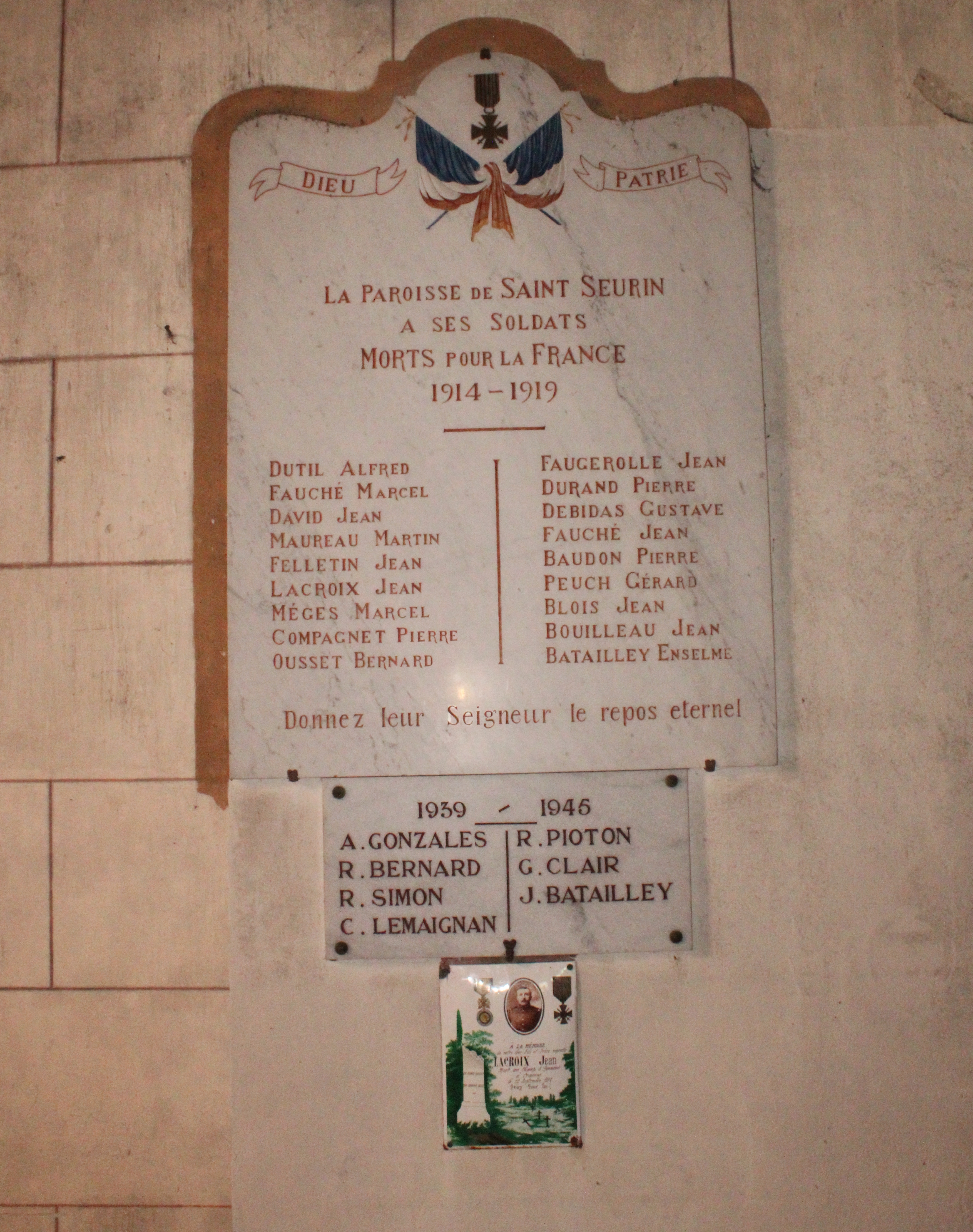
Plaque hommage aux soldats de 14-18.

### Patrimoine civil
Cette commune est la plus élevée du Haut-Médoc, elle compte 53 domaines viticoles et châteaux.

## Personnalités liées à la commune
- Pierre Conté
- Charles Galy-Aché (1903-1982), fondateur de la revue de la Société d'archéologie du Médoc : Les Cahiers Méduliens. Commandeur du mérite maritime, chevalier de la Légion d'honneur, chevalier de l'ordre Léopold de Belgique, chevalier du Mérite agricole.
- Suzanne Courbet-Galy (1911-2014), artiste peintre, médaillée des villes de Paris et de Bordeaux, membre des Artistes français[29].
- Josée Dayan, réalisatrice, y possède une maison[30].